# Julius Erving
Julius Winfield Erving II (ur. 22 lutego 1950 w East Meadow) – amerykański koszykarz, grający na pozycji niskiego skrzydłowego, mistrz NBA z 1983, członek Koszykarskiej Galerii Sław, nosił przydomek Dr. J.
Mierzący 201 cm wzrostu koszykarz studiował na University of Massachusetts. Choć wybrano go w drafcie NBA 1972, zawodową karierę zaczynał w ABA, lidze na początku lat 70. konkurencyjnej dla NBA. Był jedną z największych gwiazd tych rozgrywek. Lata 1971-1973 spędził w Virginia Squires, przez kolejne trzy sezony był graczem New York Nets. Zaliczano go do I składu All-ABA (1973-1976) oraz drugiego (1972). Był trzykrotnie liderem strzelców ABA (1973, 1974, 1976) oraz wystąpił pięciokrotnie w meczu gwiazd ABA (1972-1976). Dwukrotnie zdobywał tytuł mistrza ABA (1974, 1976), otrzymując przy tym za każdym razem tytuł MVP finałów, był także trzykrotnie MVP sezonu zasadniczego ligi ABA (1974-1976). W 1976 podczas meczu gwiazd ABA wygrał pierwszy w historii turniej wsadów, w którym to wykonał wsad z linii rzutów osobistych.
W tym samym roku doszło do połączenia lig, a Erving został graczem Philadelphia 76ers. Do końca kariery – w 1987 – był związany z tą organizacją. Z nim w składzie 76ers z miejsca awansowali do czołówki ligi, a w 1983 został mistrzem NBA. 
W sezonie 1979/1980 zajął drugie miejsce w głosowaniu na MVP fazy zasadniczej.
W 1981 został MVP sezonu zasadniczego. Jedenaście razy brał udział w NBA All-Star Game (dwa razy był MVP spotkania gwiazd). Zaliczano go do I składu All-NBA (5 × 1978, 1980-1983), All-NBA 2nd Team (1977, 1984). Znany był jako świetny dunker. Wystartował w konkursach wsadów NBA w 1984 oraz 1985. W 1984 zajął drugie miejsce za Larry Nancem, w 1985 był natomiast czwarty.
W 1996 znalazł się wśród 50 najlepszych graczy występujących kiedykolwiek w NBA.
Magazyn koszykarski Slam uznał go za jedną z największych gwiazd koszykówki ulicznej w historii, podobnie jak i kilka innych wydawnictw oraz portali internetowych.

## Osiągnięcia

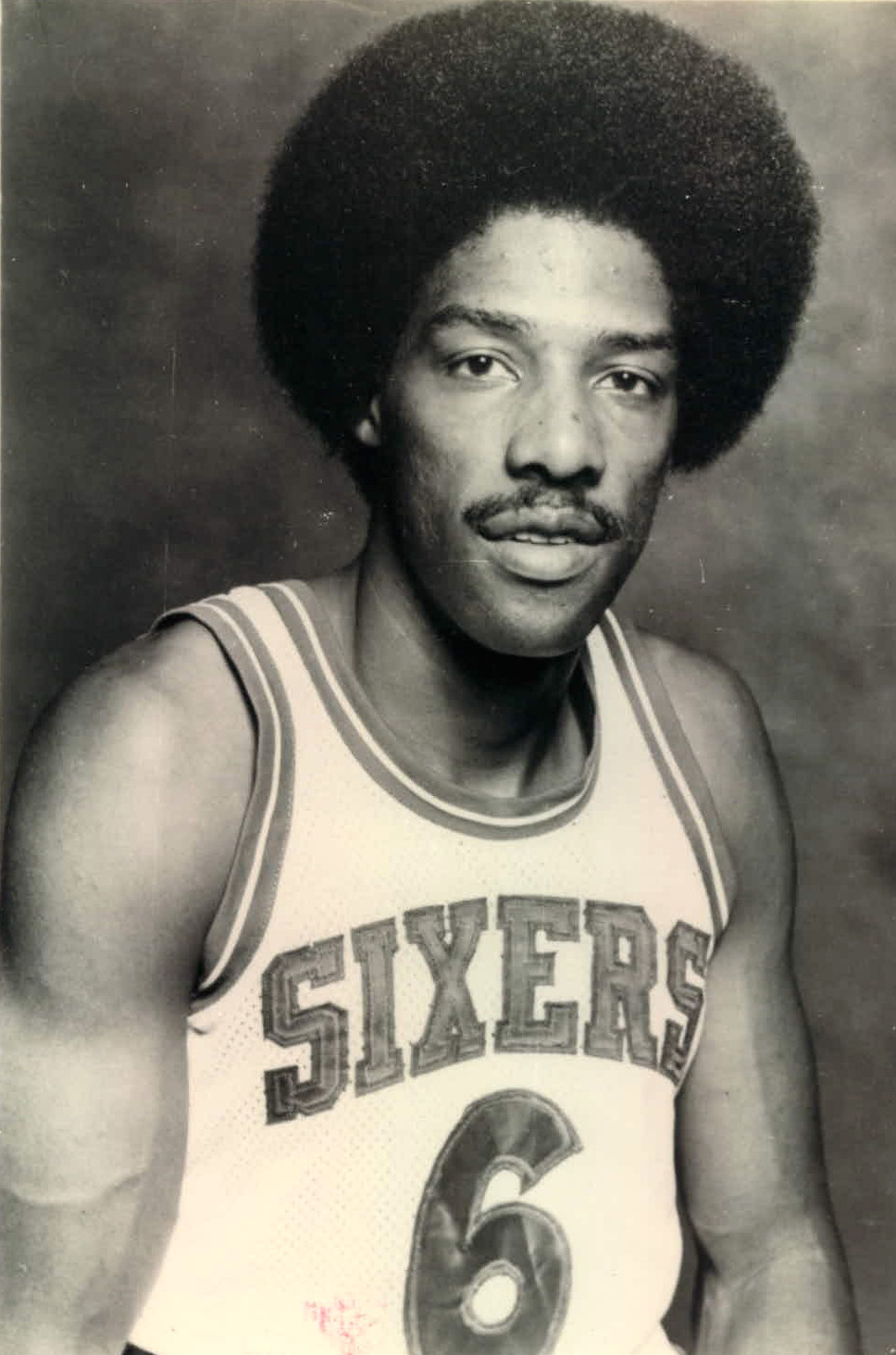
Erving w barwach Philadelphia 76ers (1976).

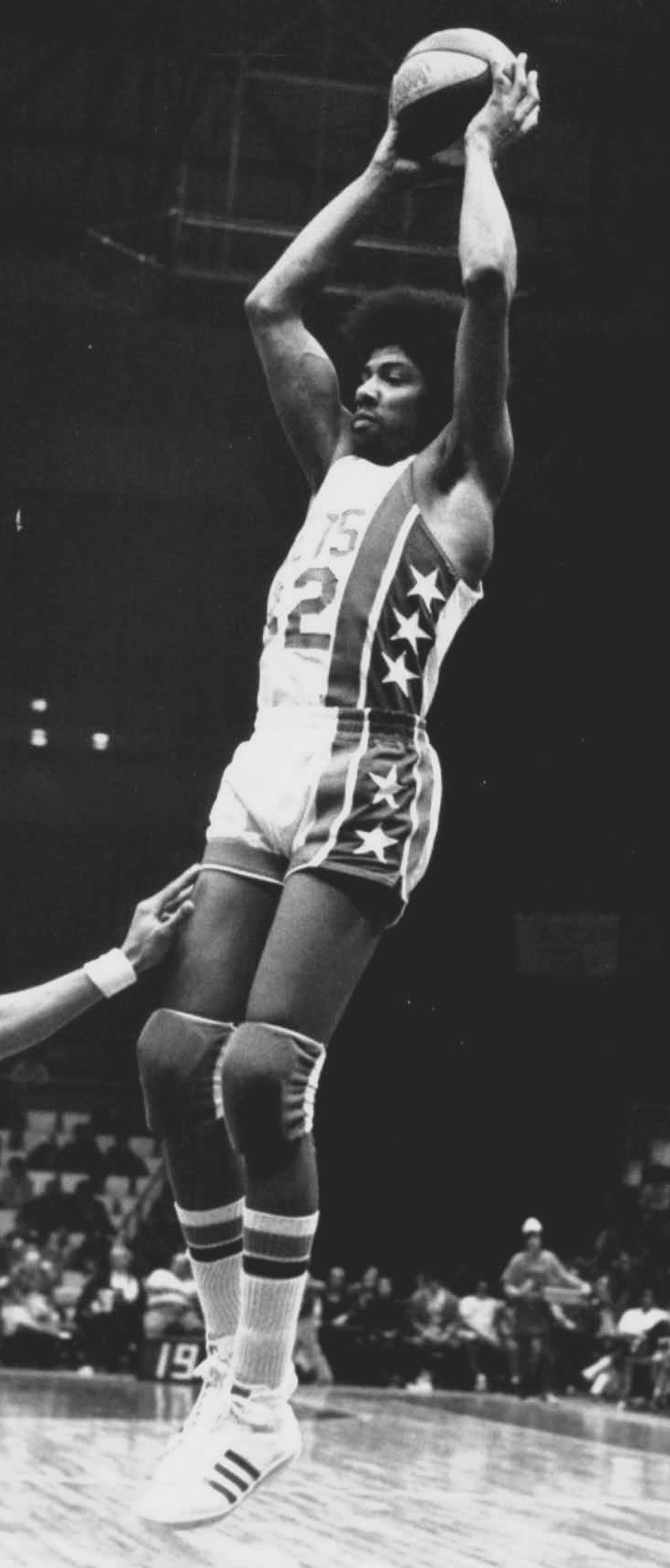
Erving w barwach New York Nets.

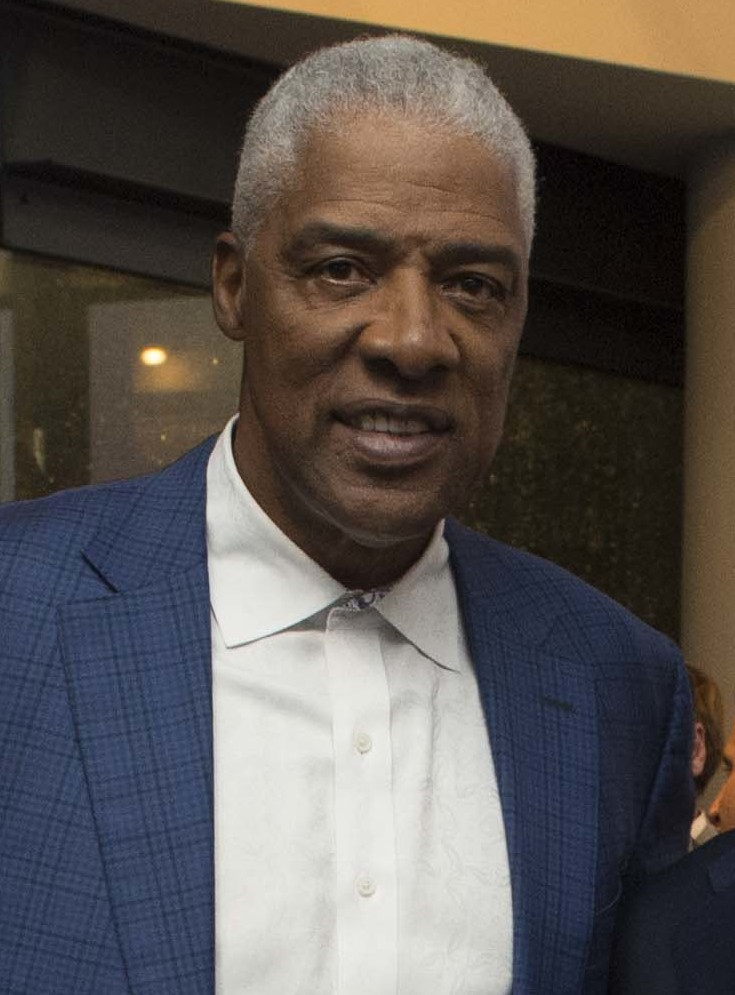
Erving w 2016.

### NCAA
- Uczestnik I rundy turnieju National Invitation Tournament (NIT – 1970, 1971)
- Mistrz sezonu regularnego konferencji (1971)
- Zaliczony do Akademickiej Galerii Sław Koszykówki (2006)[6]

### ABA
- dwukrotny mistrz ABA (1974, 1976)[7]
- MVP[8]:
  - sezonu ABA (1974–1976 – w 1975 wspólnie z George’em McGinnisem)[9]
  - finałów ABA (1974, 1976)
- Uczestnik meczu gwiazd:
  - ABA (1972–1976)
  - NBA vs ABA (1972)[10]
- Zaliczany do[8]:
  - I składu:
    - ABA (1973–1976)
    - debiutantów ABA (1972)[11]
    - defensywnego ABA (1976)[12]

  - II składu ABA (1972)
  - składu najlepszych zawodników w historii ligi ABA (ABA's All-Time Team – 1997)[13]
- Lider:
  - strzelców sezonu regularnego (1973, 1974, 1976)[7]
  - play-off w:
    - średniej:
      - zdobytych punktów (1972–1974, 1976)[14]
      - zbiórek (1972)[15]

    - liczbie celnych rzutów wolnych (1976)[16]
- Zwycięzca konkursu wsadów ABA (1976)[17]
- Najlepszy Zawodnik w Historii Ligi ABA (ABA All-Time MVP)[13]

#### Rekordy ABA
- Rekordzista ABA w średniej zbiórek (20,4) uzyskanych w trakcie pojedynczego sezonu (1972) w fazie play-off[18]
- Rekordzista ABA w średniej zbiórek (20,4) uzyskanych w trakcie pojedynczego sezonu (1972) w fazie play-off przez debiutanta[18]

### NBA
- Mistrz NBA (1983)[19]
- trzykrotny wicemistrz NBA (1977, 1980, 1982)[19]
- MVP:
  - NBA (1981)[20]
  - meczu gwiazd NBA (1977, 1983)[21]
  - miesiąca NBA (marzec 1980, listopad 1980, 1981)[22]
  - tygodnia NBA (21.10.1979, 18.01.1981, 19.04.1987)[23]
- Uczestnik:
  - meczu gwiazd NBA (1977–1987)[1]
  - konkursu wsadów NBA (1984, 1985)[24]
- Zaliczony do:
  - I składu NBA (1978, 1980–1983)[25]
  - II składu NBA (1977, 1984)[25]
  - grona :
    - 35 najlepszych zawodników w historii NBA (NBA 35th Anniversary Team – 1980)[26]
    - 50 najlepszych zawodników w historii NBA (NBA’s 50th Anniversary All-Time Team – 1996)[27]
    - najlepszych zawodników w historii NBA, wybranego z okazji obchodów 75-lecia istnienia ligi (2021)[28]

  - Koszykarskiej Galerii Sław (Naismith Memorial Basketball Hall Of Fame – 1993)[29]
- Zdobywca nagrody J. Walter Kennedy Citizenship Award (1983)[30]
- Klub:
  - Nets zastrzegł należący do niego w ABA numer 32[31]
  - Philadelphia 76ers zastrzegł należący do niego numer 6[31]
- Lider play-off NBA w liczbie celnych rzutów wolnych (1977, 1980, 1982)[16]